# Cimitirul Eroilor Dancurás din Lacu Roșu
Cimitirul Eroilor „Dancurás” din Lacu Roșu (în nomenclatorul ONCE Cimitirul de onoare Danczurás) a fost un cimitir al morților de război din Primul Război Mondial, situat în localitatea Lacu Roșu din județul Harghita. Înființat de Forțele de apărare regale maghiare, acesta a fost unul dintre cimitirele austro-ungare existente pe teritoriul Ținutului Secuiesc, alături de altele fiind distrus de autoritățile române în anul 1987 ca urmare a unei campanii de eliminare a contribuției fostului imperiu și a Ungariei interbelice în cele două conflagrații, pe teritoriul țării.

## Istoric

### Înființare
Cimitirul a fost înființat de Forțele de apărare regale maghiare în Primul Război Mondial pe teritoriul localității Gyilkostó (în română Lacu Roșu) din Comitatul Ciuc, având în componență eroi maghiari, slovaci, austrieci și cehi. Însă potrivit istoricului militar József Nagy, în cimitir există un total de 131 de eroi, din care 110 maghiari, 15 necunoscuți, 8 austrieci, 4 ruși, 2 români și 2 evrei.
Ulterior înființării, cimitirul a fost neglijat câțiva zeci de ani.
Punctul se află situat la kilometrul 23 al DN12C spre stațiunea Lacu Roșu, monumentul actual fiind mutat într-un nou amplasament după 1990.

### Desființare
Potrivit istoricului militar József Nagy, cimitirul a fost desființat de autoritățile române în 1987, jurnalistul György Bajna adăugând că acțiunea a avut loc prin activista Comitetului județean Harghita și director cultural, Maria Cotfas. Monumentele funerare din lemn de stejar și piatră au fost scoase iar movilele de pământ ale mormintelor au fost nivelate cu buldozerele. Desființarea a făcut obiectul unor distrugeri mai ample ale autorităților române asupra cimitirelor înființate de austro-ungari în Transilvania. Monumentul rămas a fost transformat în unul dedicat eroilor români tot din prima conflagrație.
Potrivit istoricei Maria Bucur, departamentul armatei române responsabil de memorialele de război l-a avertizat pe Nicolae Ceaușescu la începutul anilor 1980 de existența în regiunea Transilvaniei a numeroase monumente „horthyst-fasciste” care reprezentau o amenințare pentru statul român. Personalul trimis în teren a identificat obiectivele și a recomandat demolarea sau transformarea acestora în monumente care să sublinieze doar aportul românesc în război.
Din 1990 placa de pe monument a fost înlocuită cu una care specifică doar „eroi”, fără a menționa căror armate aparțineau. În același an, de Ziua Armatei Române (25 octombrie), unități de Jandarmerie, Poliție, precum și preotul local ortodox și etnici români au ținut un omagiu militar pentru soldații din Armata Română, cu toate că se știa de existența unui singur soldat român necunoscut. Activitățile de comemorare au ținut ulterior câțiva ani.
În urma transformării din 1987 s-a construit o scară de acces până la monumentul fostului cimitir și un pod peste râul Veleșchia. La sfârșitul anilor 1990 o organizație de tineret a solicitat și a obținut o subvenție pentru a îmbunătăți accesul la locul de comemorare, reparând scările și podul.
Monumentele funerare nu au fost repuse în cimitir.

### Conservare

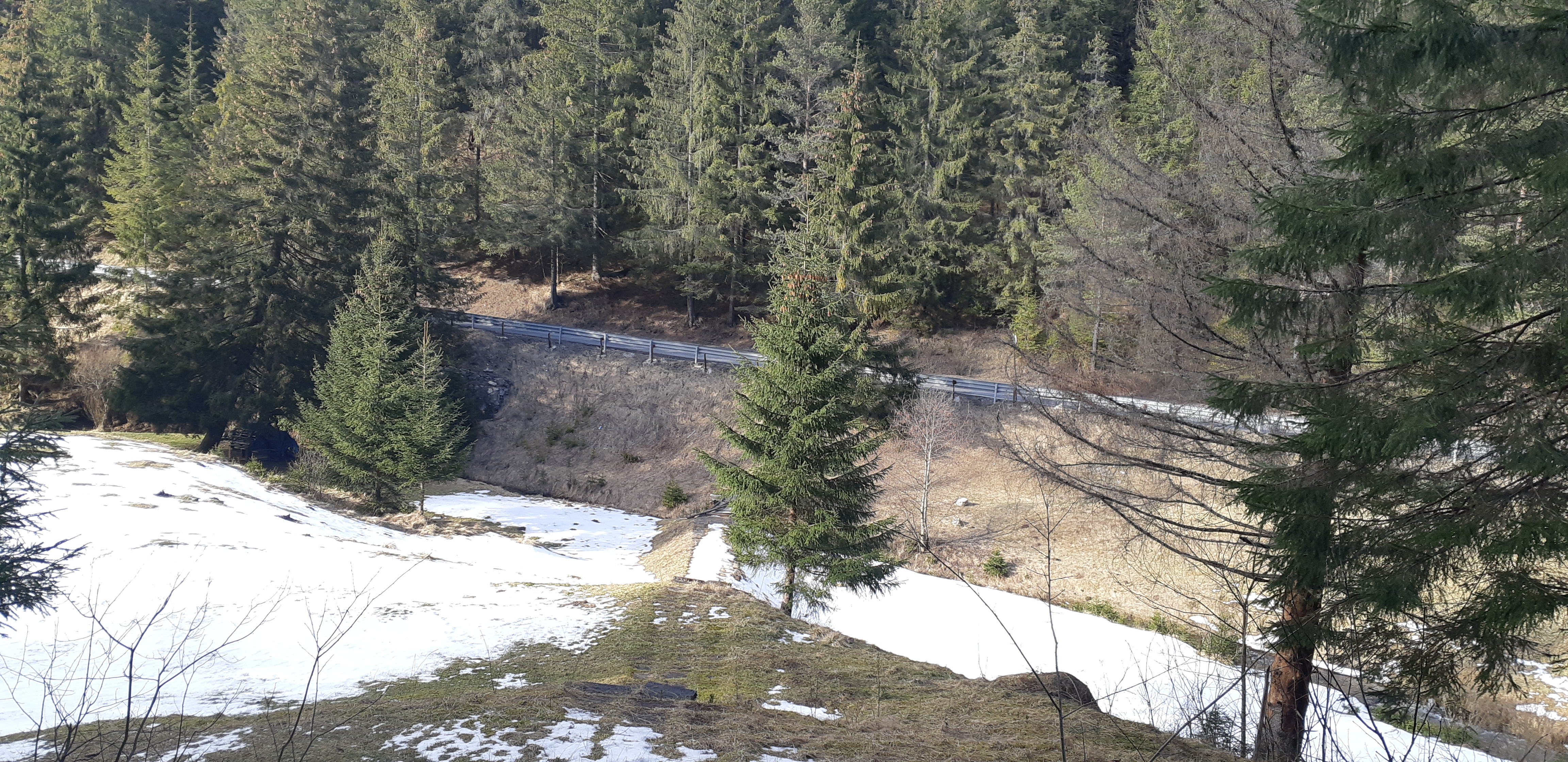
Scările care duc la locația actuală a monumentului.În fundal se vede DN12C.

27 de monumente funerare, dintr-un total de 132, au fost aduse la momentul demolării în secret și păstrate în curtea Muzeului Márton Tarisznyás din Gheorgheni, la intenția lui János Tinka Kálmán, vicepreședintele consiliului popular Harghita, fiind mutate de către muncitori. Acestea au fost amplasate în curtea instituției în cadrul unui memorial cu ajutorul Asociației Armeano-Catolice din Gheorgheni (GYÖKE) și parohiei armeano-catolice locale, pe un teren care aparține parohiei. Acestea au fost sfințite în 5 septembrie 2014 cu ocazia Festivalului Cultural Armenesc, de către Sándor Trucza, parohul bisericii armeano-catolice „Nașterea Maicii Domnului” din oraș. Accesul este permis atât localnicilor, cât și vizitatorilor. Potrivit directorului Muzeului Márton Tarisznyás, András Tibor Csergő, cu excepția cimitirului din Gheorgheni și punctului Dancurás, pe teritoriul orașului nu mai există locuri care să amintească de Primul Război Mondial și de eroii locali.
După desființare, singurul cimitir din Ținutul Secuiesc realizat de administrația austro-ungară a rămas cel din Valea Uzului, care în 2019 a fost supus unor modificări asemănătoare.